# Župna crkva sv. Franje Ksaverskog u Vugrovcu
Župna crkva sv. Franje Ksaverskog katolička je crkva izgrađena u prvoj polovini 18. stoljeća (oko 1736. godine). Nalazi se u zagrebačkom naselju Vugovec. Godine 1803. postala je sjedište Župe slijedom reformi koje je provodio biskup Maksimilijan Vrhovac.  Crkva je zaštićeno kulturno dobro Republike Hrvatske.

## Povijest i arhitektura
Župnu crkvu sv. Franje Ksaverskog dao je izgraditi zagrebački biskup Juraj Branjug u prvoj polovini 18. stoljeća. Izvorno je bila građena kao kapela na biskupskom posjedu tijekom razdoblja izuzetne graditeljske aktivnosti u Prigorju.
Opisana je u kanonskoj vizitaciji iz 1736. godine kada je dobila novog nebeskog zaštitnika sv. Franju Ksaverskog. Glavni oltar crkve je u srpnju 1759. godine posvetio zagrebački biskup Franjo Thauszy.
Opremanje sakralnog objekta je trajalo sve do kraja 18. stoljeća, a prema podacima iz kanonskih vizitacija, opremanje crkve završeno je 1797. godine.
Nakon što postaje sjediše župe, na crkvi dolazi do graditeljskih zahvata tj. do značajne graditeljske obnove. Godine 1820. gradi se novo pročelje s novim zvonikom u skladu s rano klasicističkim poimanjem arhitekture. Početkom 19. stoljeća crkvi je dograđena i sakristija, te je izgrađen novi župni dvor.
Crkva sv. Franje Ksaverskog je jednobrodna građevina, orijentirana je u smjeru jugoistok – sjeverozapad. Karakteriziraju je centralizirani traveji i križno svođeno svetište. Zvonik se nalazi u osi glavnog pročelja, a sakristija je sa zapadne strane. Dvjema plitko uvučenim nišama – kapelama smještenim lijevo i desno od lađe  – formiran je križni tlocrt. Krase je značajni oltari lokalnih kiparskih radionica na kojima se vidi prihvaćanje suvremenih motiva kasno barokne ornamentike prilagođenih lokalnom ukusu i kontekstu.

## Potres u 2020. godini
U potresu koji je pogodio Zagreb u 2020. godini oštećeni su zidovi, krov i toranj crkve. Na zidovima je nastao niz pukotina koje su se nakon potresa u prosincu 2020. godine proširile, te su se pojavile i nove pukotine u interijeru i na svim pročeljima. Zidovi su se odvojili od svodova, te su nastale pukotine u tjemenu lukova i oko prozora te na svodovima u lađi i svetištu. Na zvoniku su nastale vertikalne i kose pukotine, najviše oko otvora etaže sa zvonima. Obnovu župne crkve financirala je Europska unija iz Fonda solidarnosti Europske unije, pod pokroviteljstvom Ministarstva kulture i medija Republike Hrvatske.

## Galerija
- Pogled na crkvu
- Pogled na crkvu s trga koji se nalazi ispred crkve
- Prednje pročelje i ulaz
- Tabla o obnovi crkve koja se nalazi na prednjem pročelju
- Pogled na svetište
- Glavni oltar
- Unutrašnjost crkve
- Postaja križnog puta i kip Majke Božje
- Krstionica
- Pogled prema koru